# Leader of the Pack
Leader of the Pack är en poplåt som lanserades som singel av tjejgruppen The Shangri-Las sent 1964. Gruppen hade fått en hit tidigare samma år med sin debutsingel "Remember" och skivbolaget Red Bird ville nu få ut en uppföljare vilket blev denna låt. Det kom att bli gruppens största hitsingel och toppade Billboard-listan i USA i en vecka. Leader of the Pack är notabel för sin talade inledning och sina ljudeffekter av en motorcykel och en krasch. Låten listades av magasinet Rolling Stone som #447 när de gav ut listan The 500 Greatest Songs of All Time år 2004.
Låten handlar om Betty som börjat träffa Jimmy i det lokala motorcykelgänget. Jimmy accepteras dock inte av Bettys föräldrar som kräver att hon gör slut. Han kör då iväg med motorcykeln men kör för fort och dör då han kraschar.
Den har varit med i ett antal filmer. Martin Scorsese använde låten till soundtracket i filmen Maffiabröder 1990. Den återfinns även i filmerna Mondo Trasho (1969), Natural Born Killers (1994) och Broarna i Madison County (1995).
Låten spelades på 1980-talet in av Twisted Sister. Leader of the Pack parodierades av The Downliners Sect på deras EP Sect Sing Sick Songs under titeln "Leader of the Sect" samt av The Detergents under titeln "Leader of the Laundomat".

## Listplaceringar
- Billboard Hot 100, USA: #1
- UK Singles Chart, Storbritannien: #11 (1965), #3 (nyutgåva 1972) #7 (nyutgåva 1976)[1]
- VG-lista, Norge: #8 (1976)[2]